# Ротенклемпенов
Ротенклемпенов (њем. Rothenklempenow) општина је у њемачкој савезној држави Мекленбург-Западна Померанија. Једно је од 54 општинска средишта округа Икер-Рандов. Према процјени из 2010. у општини је живјело 689 становника. Посједује регионалну шифру (AGS) 13062052.

## Географски и демографски подаци
Ротенклемпенов се налази у савезној држави Мекленбург-Западна Померанија у округу Икер-Рандов. Општина се налази на надморској висини од 22 метра. Површина општине износи 58,1 km². У самом мјесту је, према процјени из 2010. године, живјело 689 становника. Просјечна густина становништва износи 12 становника/km².